# Villa Marioni Pullè

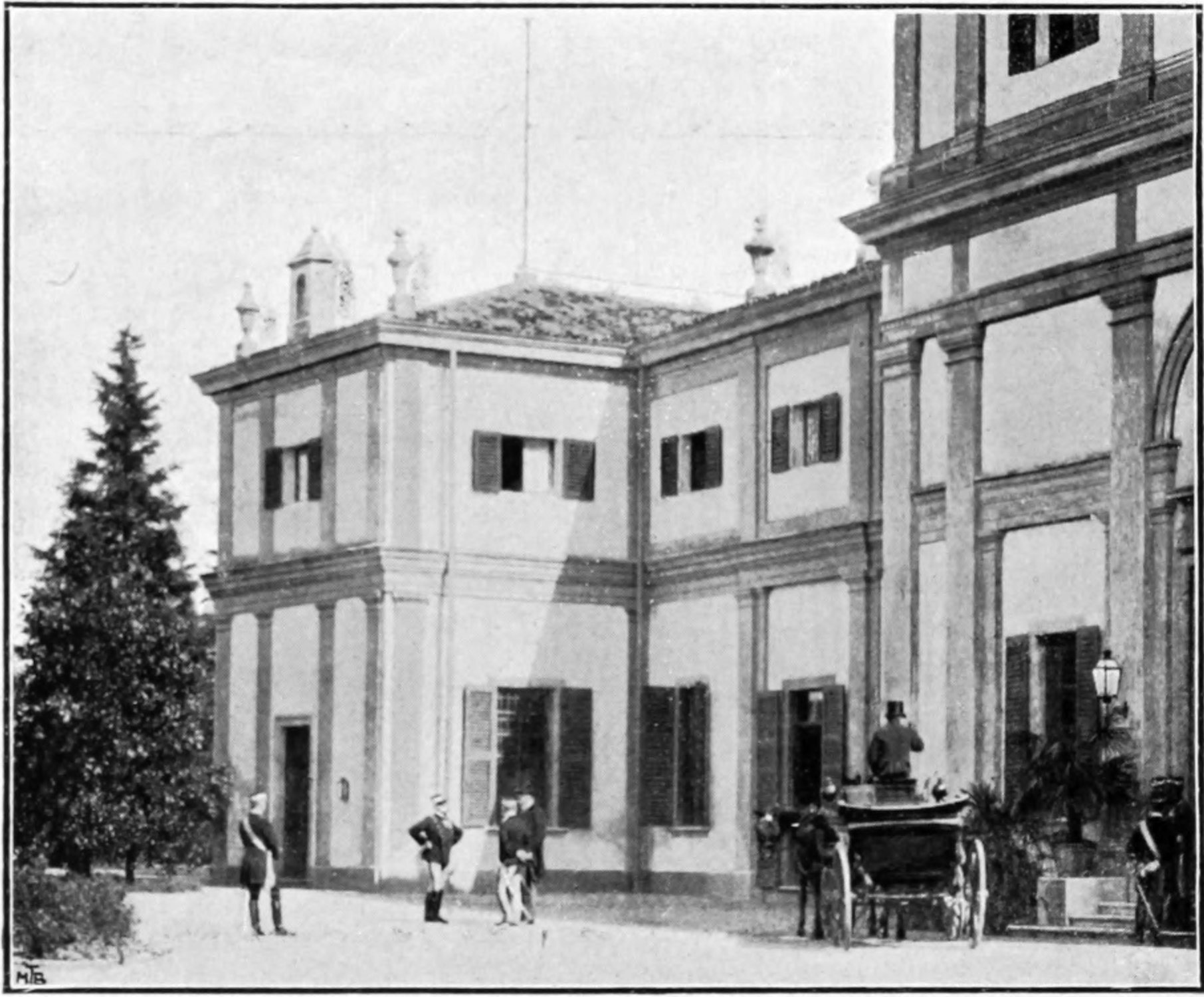
Retro della villa con i vasi di gronda (rimossi nel XX secolo) e Re Umberto I

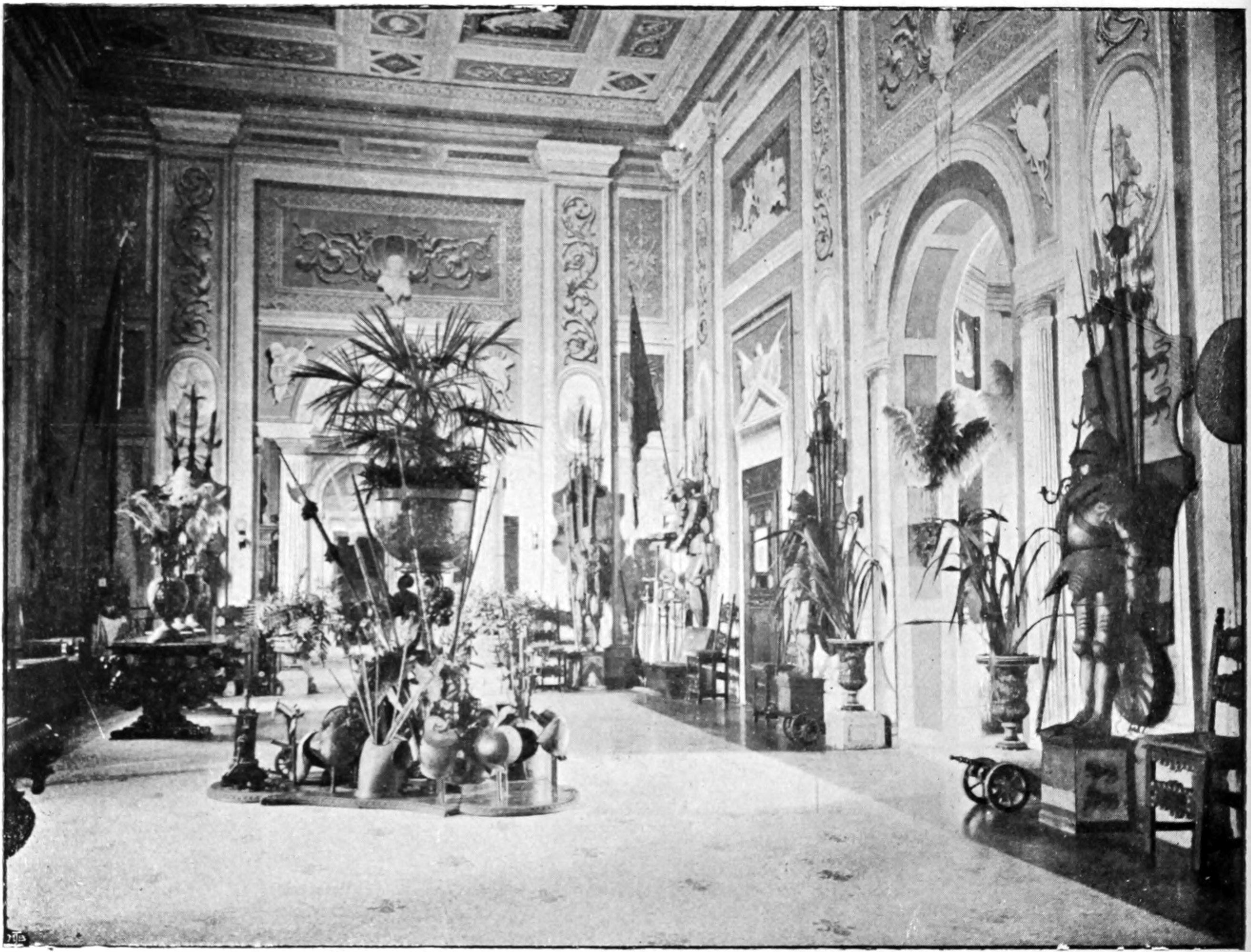
Interno della villa ai tempi di Re Umberto I

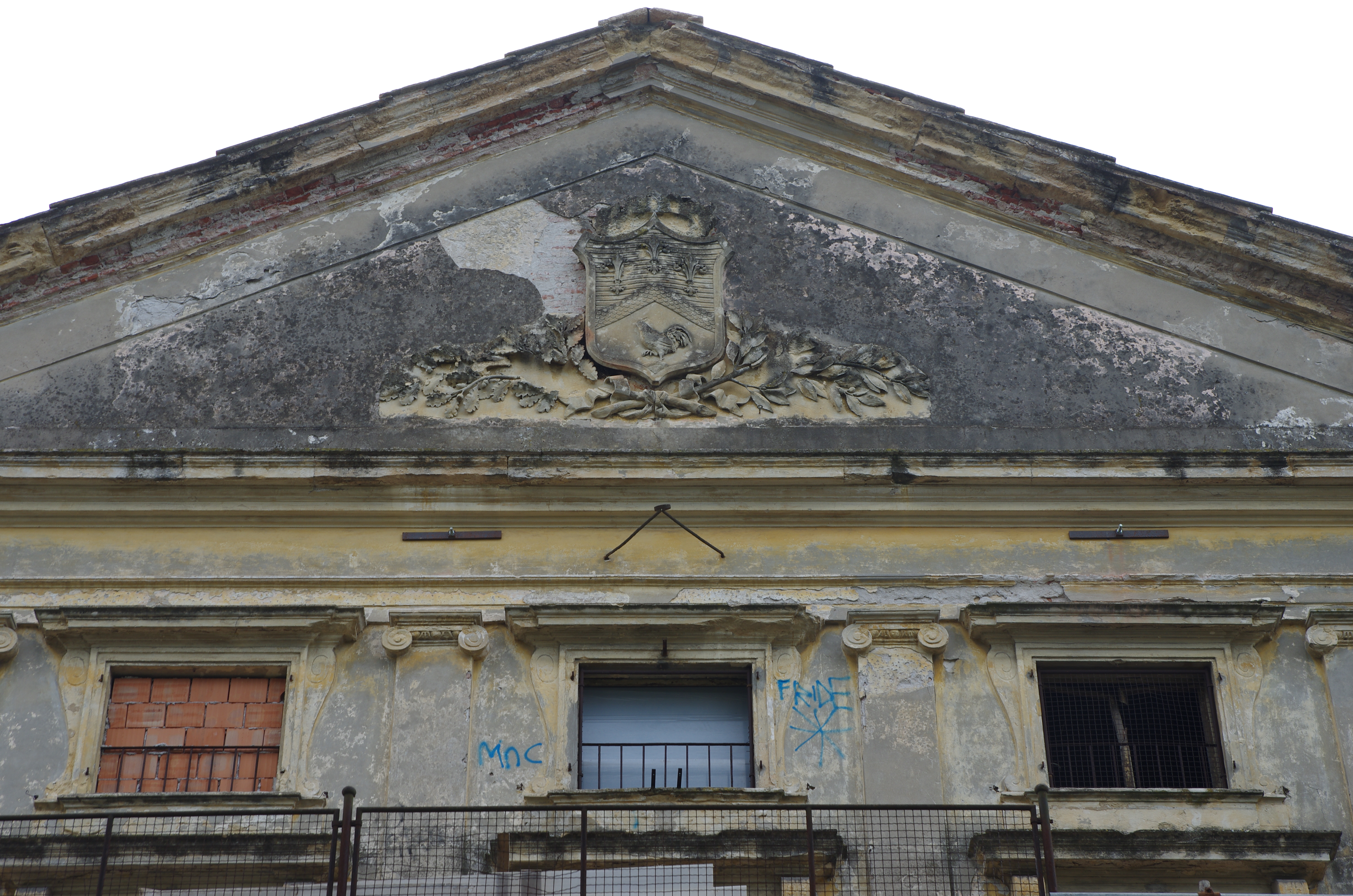
Timpano della facciata della villa con stemma

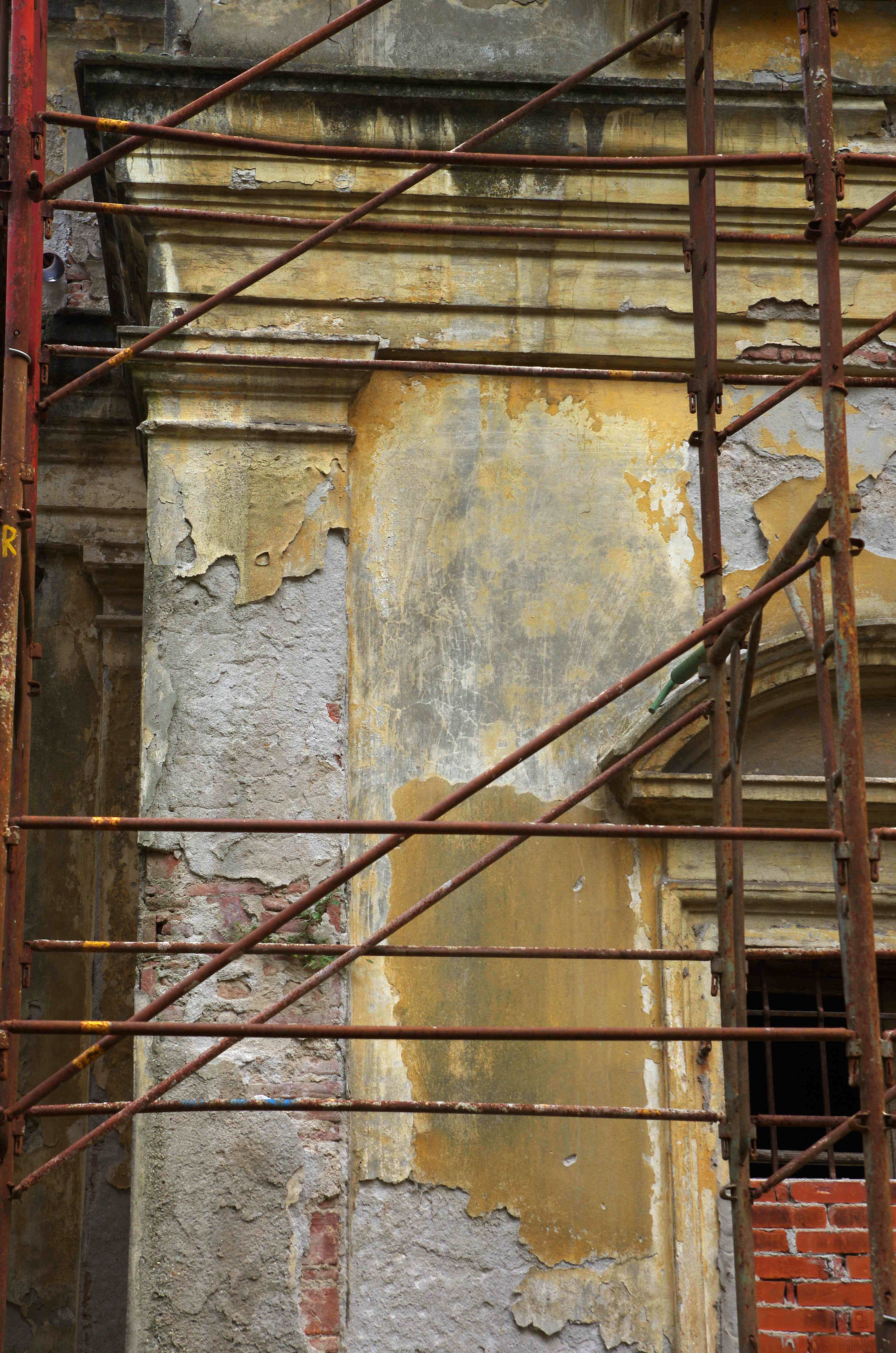
Dettaglio esterno dell'ala della villa nel giugno 2014

Villa Marioni Pullè è una villa situata in via Aeroporto Berardi a Chievo (frazione di Verona). È detta anche villa Pullè e quindi talvolta confusa con villa Pullè Monga Galtarossa di San Pietro in Cariano.
Si tratta di una villa neoclassica o neopalladiana con palazzina eclettica che unisce il Neorinascimento (nella facciata) con l'esotismo (la parte laterale e retrostante); la veste attuale è dell'architetto Ignazio Pellegrini (XVIII secolo).
È patrimonio culturale ed è di proprietà dell'INPS.

## Storia[3][4]

### XVII secolo
I terreni della villa nel secondo quarto del secolo XVII appartenevano ad Antonio Fattori, possidente borghese di famiglia di commercianti originaria dalle Fiandre, in Verona attorno al 1600; grazie al commercio acquistò titoli nobiliari.
Antonio Fattori era residente in contrada Sant'Eufemia a Verona e sposò Domenica Fracalanza da cui ebbe sedici figli; nel 1653 egli dichiara la proprietà di settantadue campi a Chievo, acquistati dalla Camera Fiscale per cinquemila ducati, dai quali ebbe buone rendite.
Il figlio Giacomo Fattori, non lavorò e visse da nobile con le rendite delle proprietà terriere in varie località del veronese; a Chievo possedeva una casa da patron, tre case per lavoranti, centosettantacinque campi arativi e venticinque prativi. Nel 1672 risultano di sua proprietà altri ottantaquattro campi vitati, gelsi, case dominicali e rusticali. Si sommarono negli anni successivi altre proprietà, nella polizza d'estimo del 1694 i campi arativi arrivavano a centonovanta, più altri quattro campi prativi irrigati e tre edifici affittati.

### XVIII secolo
Morto Giacomo Fattori nel 1708, i tre figli mantennero salda la proprietà. Nel 1744 diventa padrone il nipote di Giacomo Fattori, omonimo del nonno, che acquisì il blasone nobiliare e rinnovò le abitazioni, investendo ingenti capitali. Trasformò la tenuta di Novare in Valpolicella (poi Mosconi, oggi Bertani) e quella di Chievo di sua proprietà. La villa di Chievo fu incisa in una stampa di Johann Christoph Volkamer.
Il primo complesso aveva mura di cinta, brolo, una torre colombara; i campi erano irrigati dall'Adige con una ruota idrovora; nel parco esisteva un piccolo teatro per le rappresentazioni teatrali.
Giacomo Fattori fu consigliato dall'amica di famiglia, Angela Marioni Merchenti, nata Pellegrini, a scegliere Ignazio Pellegrini, famoso architetto nonché di lei cugino.
La nuova villa fece però perdere il patrimonio a Giacomo Fattori che così fu costretto a vendere la villa di Novare ai Mosconi, anch'essi mercanti di seta.
Soggiornarono nella villa Maria Beatrice d'Este e Ferdinando Carlo d'Austria tra il 1774 e il 1776 e anche l'Imperatore Giuseppe II d'Asburgo-Lorena.
Giacomo Fattori nel 1778, a causa dei debiti, cedette tutte le sue tenute, inclusa quella di Chievo, a Tommaso Pellegrini, fratello di Angela Merchenti.
Tommaso Pellegrini nel 1779 inviò due suppliche al Magistrato veneziano delle acque per una ruota idrovora in riva all'Adige per convogliare le acque in tre vasche nell'orto sul lato nord della proprietà per irrigare i prati della tenuta. Dette così inizio ai lavori di trasformazione della villa che Giacomo Fattori non era riuscito a concludere.
Poche furono le variazioni del progetto di Ignazio Pellegrini, che aveva previsto annessi rustici: il parco fu abbellito da numerose sculture e la decorazione interna venne affidata ai migliori artisti disponibili in quel tempo a Verona: Angelo Da Campo, Filippo Maccari, Gian Domenico Cignaroli, Marco Marcola.
Il salone fu decorato con affreschi del pittore veronese Angelo Da Campo sul tema “L'accoglienza di Ercole da parte di Minerva”; Angelo Da Campo che era stato allievo di Sante Prunati (anche Giambettino Cignaroli), si occupò anche di salvaguardare il patrimonio artistico veronese durante le soppressioni napoleoniche.
Nel 1802-1806 Da Campo insegnò presso l'Accademia Cignaroli, con Luigi Frisono e Saverio Dalla Rosa (noto per aver redatto un catastico in cui elencava tutte le opere pittoriche e scultoree esistenti nelle chiese che dovevano essere soppresse) raccolse e catalogò opere d'arte che costituirono la prima pinacoteca civica veronese.

### XIX secolo
Requisizione napoleonica e lungo abbandono.

La villa fu acquistata nel 1873 da Leopoldo Pullè che ripristinò il teatro dove si tenevano anche concerti da camera.
Nel luglio del 1887 e nel settembre del 1897 vi venne ospitato Umberto I di Savoia per assistere ad alcune manovre militari; una targa all'interno della villa indica la stanza in cui dormì.

### XX secolo
La villa fu venduta agli Istituti Ospedalieri di Verona, per un tisicomio diretto da Elvira Ponti, sposata Erizzo Miniscalchi, successa nell'eredità a Erminia Turati, vedova Pullè.
La villa fu nuovamente venduta il 1º aprile 1919 per circa duecentomila lire, somma modestissima per volere della proprietaria del tisicomio.
La presenza del sanatorio provocò proteste da parte della popolazione che temeva contagi.
Su un'area al parco di centoventimila metri quadrati venne costruito il nuovo centro sanatoriale, terminato nel 1937 e inaugurato ufficialmente nel settembre 1938; il centro fu poi trasformato nell'"Istituto professionale di Stato per i servizi alberghieri e della ristorazione Angelo Berti".
Dal 1942 i locali della villa vennero adibiti a preventorio per i ragazzi minori di quattordici anni di famiglie disagiate, fino al 1960.
Per i costi insostenibili degli impianti di sicurezza anti-incendio, la villa venne chiusa ed abbandonata.
Dalla Riforma Ospedaliera del 1968, si aprì una lunga vertenza per stabilire la proprietà del bene; in seguito alla vertenza divenne proprietà all'INPS.
Nel 1977 un comitato pro-apertura parco spinge il Comune di Verona a presentare la domanda di utilizzo di una parte del verde.
Nel 1979 l'INPS acconsente di rendere pubblica la porzione del parco più vicina alla piazza.
In seguito gli edifici, non più recintati, furono oggetto di atti vandalici e parziali distruzioni degli interni e degli affreschi.
Nel 1981 vennero così murate le porte e finestre degli edifici per preservare quel che era rimasto.

### XXI secolo
Dal 2013 sono iniziati i nuovi restauri dopo decenni di vandalismo ed abbandono.
Dal 2021 le condizioni continuano ad essere pessime.

## Descrizione

Veduta panoramica della facciata nel giugno 2014

Veduta panoramica del retro nel giugno 2014

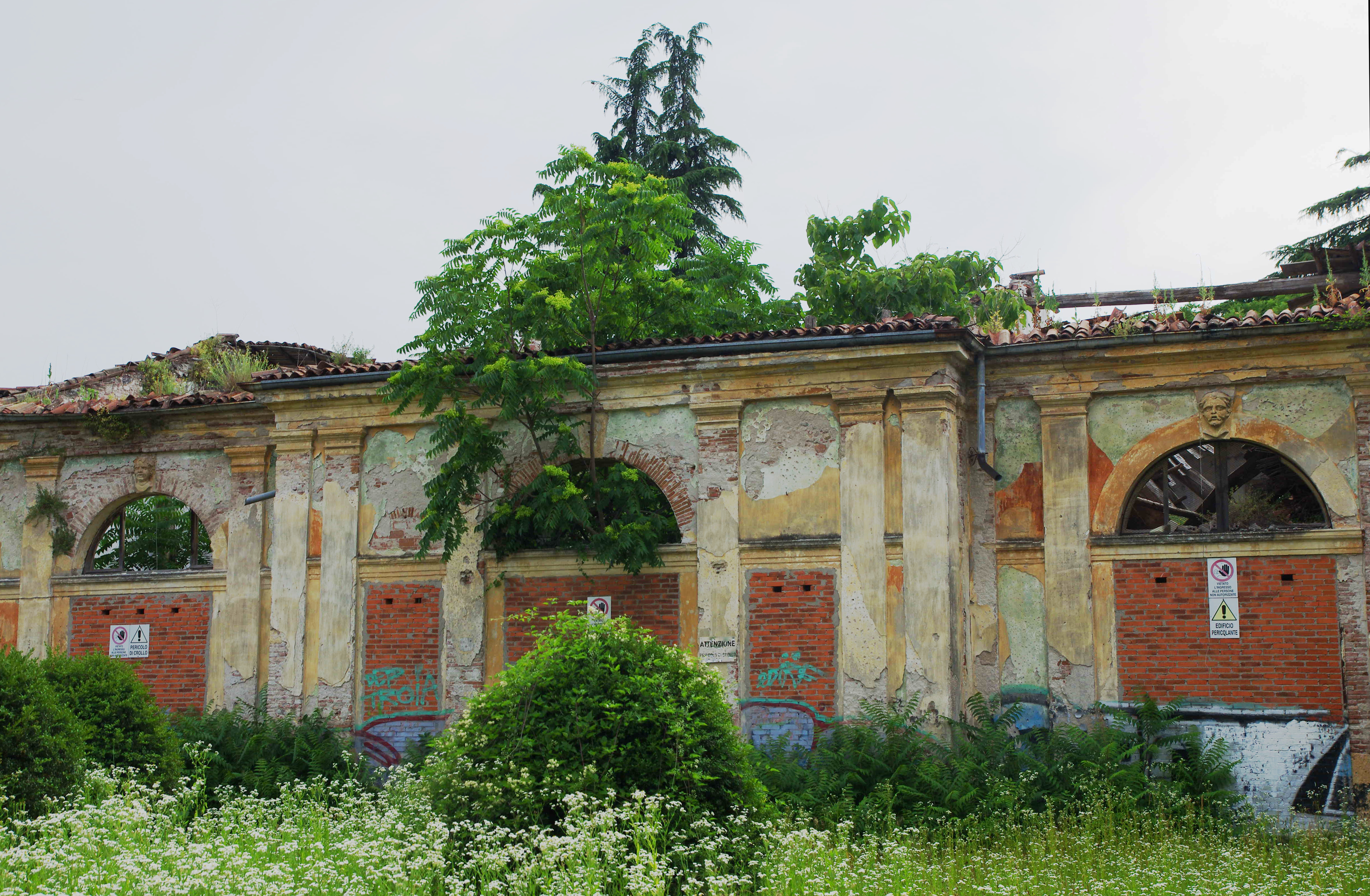
Facciata della palazzina, nel giugno 2014

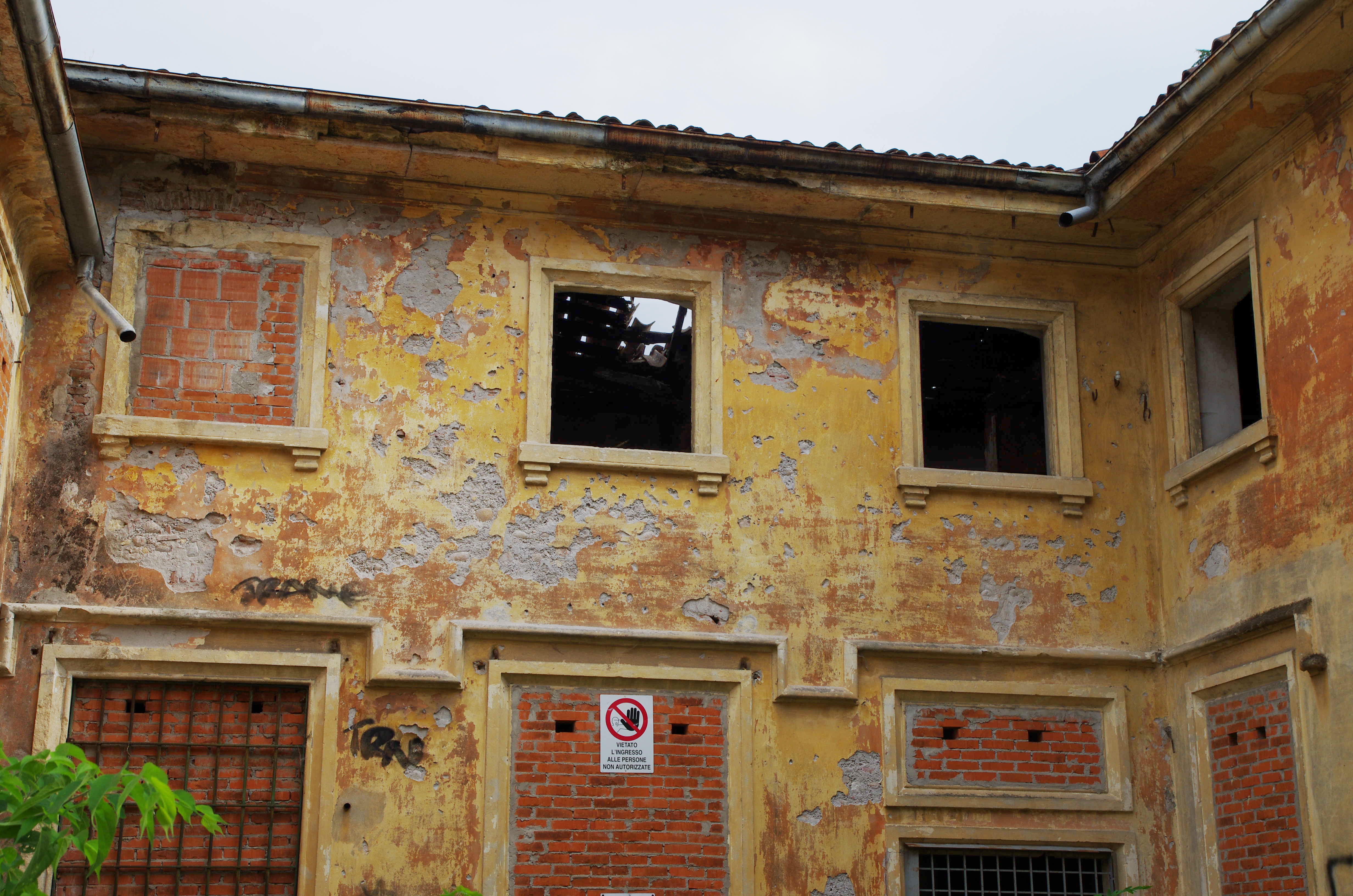
Fianco della palazzina, nel giugno 2014

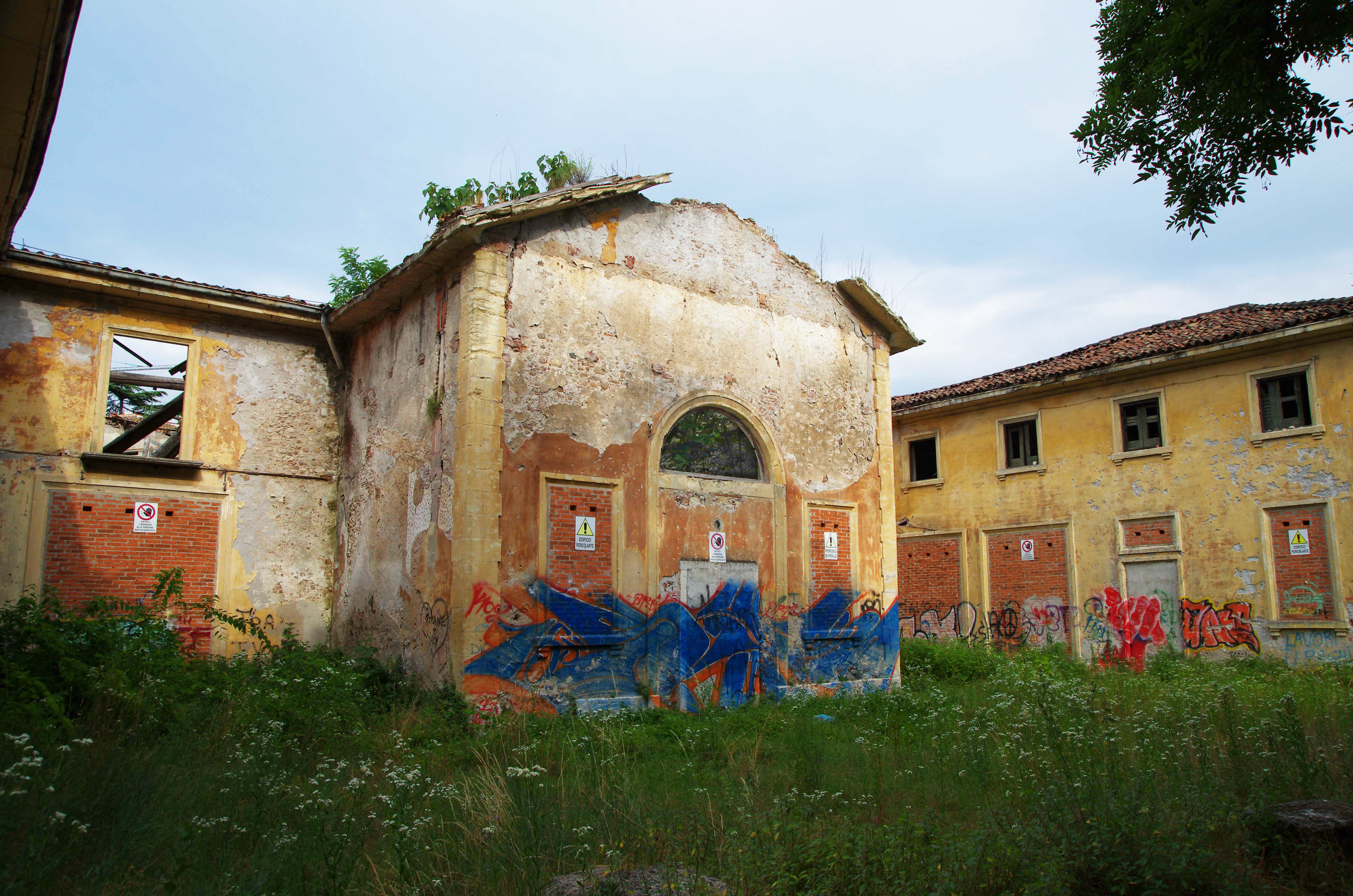
Retro della palazzina, nel giugno 2014

### Presenza del classicismo (Villa e Palazzina di servizio)
Lo stile neoclassicco o neopalladiano promosso dalle accademie, lo si può notare dal revival degli elementi dell'architettura classica più numerosi nella facciata della villa come il timpano sia arcuato che triangolare (talvolta con lo stemma dei Pullè), galleria ad archi sostenuta da pilastri (come il Teatro alla Scala di Milano per un ingresso agevole con la carrozza in caso di pioggia) con accennate le chiavi di volta e capitelli a dado già tipici nel XVI secolo in Veneto, ordini architettonici come il tuscanico, ionico nel classico ordine di peso, i più pesanti esteticamente alla base per suggerire forza (tuscanico) e slancio nel piano superiore (ionico).
La progressione dei piani in facciata mostra i più bassi tuscanici alle ali e molto più alti nel corpo centrale ionico al primo piano che dà un bel slancio alla struttura, qualche chiave di volta a voluta e mascherone localmente detto testa da porton (perché in pietra e si trovano sul portone) le troviamo nel retro della villa e nella facciata della palazzina (che si trova nel retro della villa).
Anche se neoclassica la villa ha la pianta delle ali non ad angoli ortogonali, le ali in facciata infatti si aprono decisamente verso l'esterno nella tipica illusione prospettica che dà maggior senso di profondità. Il retro appare più rigido, a causa della maggiore altezza e brevità delle ali, oltre ad una minor varietà di sporgenze e rientranze.
La linea di gronda del tetto per ammorbidire la linearità della struttura era adornata da vasi decorativi, visibili nelle fotografie di inizio del XX secolo, poi rimossi forse per timore di possibili cedimenti.

### Oltre il classicismo (Palazzina di servizio)
Essendo un disimpegno della villa che è residenza ufficiale dei nobili, l'architetto si è preso maggior libertà d'inventiva, infatti è in stile eclettico che unisce più stili anche del passato (storicismo) studiati presso l'Accademia di belle arti, in questo caso unisce lo stile neorinascimentale con l'esotico.
La facciata è in stile neorinascimentale o neopalladiano tutte varianti dello stile neoclassicco.
Il fianco ha uno stile più orientaleggiante che sul retro è più temperato.